# Stijve wikke
De stijve wikke (Vicia tenuifolia) is een vaste plant, die behoort tot de vlinderbloemenfamilie (Leguminosae). De soort staat op de Nederlandse Rode Lijst van planten als zeer zeldzaam en stabiel of toegenomen. De plant komt van nature voor in Midden-Europa. De stijve wikke lijkt veel op de vogelwikke (Vicia cracca), maar bij vogelwikke is de plaat van de vlag even lang als de nagel en bij de stijve wikke is deze twee keer zo lang als de nagel.
De plant wordt 0,4-1,5 m hoog. De evengeveerde bladeren zijn kort behaard en bestaan uit negen tot veertien paar deelblaadjes. De deelblaadjes zijn 1-2,5 cm lang en 2-4 mm breed.
De stijve wikke bloeit van juni tot augustus met bleeklila tot paarse, 1,2-1,6 cm lange bloemen. De bloeiwijze is een tros en bestaat uit tien tot vijfentwintig bloemen. De steel van de bloeiwijze is langer dan het schutblad. De plaat van de vlag is ongeveer twee keer zo lang als de nagel.
De vrucht is een 2-3,5 cm lange en circa 6 mm brede peul. De steel is ongeveer even lang als de kelkbuis. De zaden zijn donkerbruin.
De plant komt voor langs spoorwegen en in bermen op droge, voedselrijke grond.

## Namen in andere talen
- Duits: Feinblättrige Wicke
- Engels: Fine-leaved Vetch
- Frans: Vesce à folioles ténues